# 야마하 XJ600
야마하 XJ600(Yamaha XJ600)은 야마하에서 제조한 모터사이클이다. 상단 절반 페어링이 있는 비교적 가벼운 모터사이클이며 약 72 bhp (54 kW)의 출력을 낸다. XJ600은 1984년부터 1991년까지 제작되었으며, 이후 야마하 디버전/세카 II로 대체되었다. 북아메리카에서는 이 바이크가 FJ600으로 판매되었다. 1984년 야마하 XJ600과 FJ600은 600cc 배기량의 일본 최초의 직렬 4기통 모터사이클이라는 점에서 주목할 만했다. 또한 모노쇼크 후방 서스펜션을 사용한 최초의 직렬 4기통 모터사이클 중 하나이다. (참고: 1982년 가와사키 GPz550 유니트랙 2년 후)

## 관련 바이크
- 야마하 XJ900, XJ600의 900cc 형제 모델.
- 야마하 디버전/세카 II, XJ600/900 시리즈의 후속 모델.